# Paula Perončíková
Paula Perončíková (* 23. Dezember 2006) ist eine slowakische Leichtathletin, die sich auf den Weitsprung spezialisiert hat.

## Sportliche Laufbahn
Erste Erfahrungen bei internationalen Meisterschaften sammelte Paula Perončíková im Jahr 2025, als sie bei der 2. Liga der Team-Europameisterschaft in Maribor mit 6,19 m Sechste wurde. Anschließend belegte sie bei den U20-Europameisterschaften in Tampere mit 6,31 m den fünften Platz.
2025 wurde Perončíková slowakische Meisterin im Weitsprung.